# Bob Lutz (Tennisspieler)
Robert „Bob“ Lutz (* 29. August 1947 in Lancaster, Pennsylvania) ist ein ehemaliger US-amerikanischer Tennisspieler.

## Karriere
Als Einzelspieler gewann Lutz 9 Turniere, wobei seine bedeutendsten Turniersiege die bei den World Championship Tour (Vorläufer der ATP World Tour Masters 1000) Turnieren in Köln (1971) und Boston (1972) waren.
Im Doppel feierte er 36 Turniersiege mit Stan Smith, mit dem er schon seit 1967 ein Doppelteam bildete. Darunter waren vier US-Open-Siege, ein Sieg bei den Australian Open und der Gewinn der ersten Doppel-Masters im Jahr 1973. Insgesamt gewann Lutz 43 Titel im Doppel.
Außerdem gewann er fünfmal mit der US-amerikanischen Mannschaft den Davis Cup.
Am 1. März 2010 wurde Lutz offiziell für die Aufnahme in die International Tennis Hall of Fame nominiert.

## Erfolge
| Legende                    |
| Grand Slam (5)             |
| Saisonendveranstaltung (1) |
| ATP Masters Series         |
| Grand Prix (46)            |

| Open-Era-Titel nach Belag |
| Hartplatz (23)            |
| Sand (6)                  |
| Rasen (5)                 |
| Teppich (20)              |

### Einzel

#### Turniersiege
| Nr. | Datum              | Turnier      | Belag         | Finalgegner    | Ergebnis           |
| --- | ------------------ | ------------ | ------------- | -------------- | ------------------ |
| 1.  | 6. Juni 1970       | Manchester   | Rasen         | Tom Gorman     | 6:2, 9:7           |
| 2.  | 16. August 1970    | Columbus (1) | Hartplatz     | Tom Gorman     | 6:4, 1:6, 7:5, 6:1 |
| 3.  | 20. September 1971 | Sacramento   | Hartplatz     | Alex Olmedo    | 6:4, 6:4, 6:3      |
| 4.  | 17. Oktober 1971   | Köln         | Teppich (i)   | Jeff Borowiak  | 6:3, 6:7, 6:3, 6:2 |
| 5.  | 6. August 1972     | Boston       | Hartplatz     | Tom Okker      | 6:4, 2:6, 6:4, 6:4 |
| 6.  | 20. April 1975     | Tokio        | Teppich (i)   | Stan Smith     | 6:4, 6:4           |
| 7.  | 5. November 1978   | Paris        | Hartplatz (i) | Tom Gullikson  | 6:2, 6:2, 7:6      |
| 8.  | 18. November 1979  | Taipeh       | Teppich (i)   | Pat DuPré      | 6:3, 6:4, 2:6, 6:3 |
| 9.  | 10. August 1980    | Columbus (2) | Hartplatz     | Terry Rocavert | 6:4, 6:3           |
| 10. | 17. August 1980    | Stowe        | Hartplatz     | Johan Kriek    | 6:3, 6:1           |
| 11. | 3. November 1980   | Köln         | Hartplatz (i) | Nick Saviano   | 6:4, 6:0           |

#### Finalteilnahmen
| Nr. | Datum             | Turnier       | Belag         | Finalgegner      | Ergebnis                  |
| --- | ----------------- | ------------- | ------------- | ---------------- | ------------------------- |
| 1.  | 25. August 1968   | Boston (1)    | Rasen         | Arthur Ashe      | 6:4, 3:6, 10:8, 0:6, 4:6  |
| 2.  | 16. November 1968 | London        | Hartplatz (i) | Bob Hewitt       | 6:4, 2:6, 4:6, 8:10       |
| 3.  | 10. August 1969   | Southampton   | Rasen         | Clark Graebner   | 2:6, 2:6, 4:6             |
| 4.  | 24. August 1969   | Boston (2)    | Rasen         | Stan Smith       | 7:9, 3:6, 1:6             |
| 5.  | 24. Oktober 1971  | Barcelona     | Sand          | Manuel Orantes   | 4:6, 3:6, 4:6             |
| 6.  | 29. Oktober 1972  | Essen         | Teppich (i)   | Nikola Pilić     | 6:4, 4:6, 6:3, 4:6, 6:7   |
| 7.  | 26. November 1972 | Rom (1)       | Teppich (i)   | Arthur Ashe      | 2:6, 6:3, 3:6, 6:3, 6:7   |
| 8.  | 11. Februar 1973  | Philadelphia  | Teppich (i)   | Stan Smith       | 6:72, 6:75, 6:4, 6:1, 4:6 |
| 9.  | 4. August 1974    | Cincinnati    | Teppich (i)   | Marty Riessen    | 6:7, 6:7                  |
| 10. | 18. August 1975   | Columbus (1)  | Hartplatz     | Vijay Amritraj   | 4:6, 5:7                  |
| 11. | 18. August 1975   | Sydney Indoor | Hartplatz (i) | Stan Smith       | 6:7, 2:6                  |
| 12. | 22. Februar 1976  | Rom (2)       | Teppich (i)   | Arthur Ashe      | 2:6, 6:0, 3:6             |
| 13. | 29. Februar 1976  | Rotterdam     | Teppich (i)   | Arthur Ashe      | 3:6, 3:6                  |
| 14. | 10. Oktober 1976  | Maui          | Hartplatz     | Harold Solomon   | 3:6, 7:5, 5:7             |
| 15. | 19. Februar 1977  | Ocean City    | Teppich (i)   | Vitas Gerulaitis | 6:3, 1:6, 2:6             |
| 16. | 20. März 1977     | Washington    | Teppich (i)   | Brian Gottfried  | 1:6, 2:6                  |
| 17. | 13. August 1978   | Columbus (2)  | Hartplatz     | Arthur Ashe      | 3:6, 4:6                  |
| 18. | 1. Mai 1983       | Tampa         | Teppich (i)   | Johan Kriek      | 2:6, 4:6                  |

### Doppel

#### Turniersiege
| Nr. | Datum              | Turnier                       | Belag         | Doppelpartner   | Finalgegner                          | Ergebnis                |
| --- | ------------------ | ----------------------------- | ------------- | --------------- | ------------------------------------ | ----------------------- |
| 1.  | 9. September 1968  | US Open (1)                   | Rasen         | Stan Smith      | Arthur Ashe Andrés Gimeno            | 11:9, 6:1, 7:5          |
| 2.  | 21. Juli 1969      | Cincinnati                    | Sand          | Stan Smith      | Arthur Ashe Charlie Pasarell         | 6:3, 6:4                |
| 3.  | 27. Januar 1970    | Australian Open               | Rasen         | Stan Smith      | John Alexander Phil Dent             | 6:3, 8:6, 6:3           |
| 4.  | 4. Oktober 1970    | Berkeley                      | Hartplatz     | Stan Smith      | Roy Barth Tom Gorman                 | 6:2, 7:5, 4:6, 6:2      |
| 5.  | 13. Februar 1972   | Philadelphia                  | Teppich (i)   | Arthur Ashe     | John Newcombe Tony Roche             | 6:3, 6:7, 6:3           |
| 6.  | 15. April 1973     | Brüssel                       | Teppich (i)   | Stan Smith      | John Alexander Phil Dent             | 6:4, 7:6                |
| 7.  | 23. April 1973     | Johannesburg                  | Hartplatz     | Stan Smith      | Frew McMillan Allan Stone            | 6:1, 6:4, 6:4           |
| 8.  | 23. April 1973     | WCT Doubles Finals (Montreal) | Teppich (i)   | Stan Smith      | Tom Okker Marty Riessen              | 6:2, 7:61, 6:0          |
| 9.  | 31. März 1974      | Atlanta                       | Teppich (i)   | Stan Smith      | Brian Gottfried Dick Stockton        | 6:3, 3:6, 7:6           |
| 10. | 7. April 1974      | New Orleans                   | Teppich (i)   | Stan Smith      | Owen Davidson John Newcombe          | 4:6, 6:4, 7:6           |
| 11. | 25. August 1974    | Boston                        | Sand          | Stan Smith      | Hans-Jürgen Pohmann Marty Riessen    | 3:6, 6:4, 6:3           |
| 12. | 9. September 1974  | US Open (2)                   | Rasen         | Stan Smith      | Patricio Cornejo Seckel Jaime Fillol | 6:3, 6:3                |
| 13. | 30. September 1974 | San Francisco                 | Teppich (i)   | Stan Smith      | John Alexander Syd Ball              | 6:4, 7:66               |
| 14. | 23. Februar 1975   | Fort Worth                    | Hartplatz (i) | Stan Smith      | John Alexander Phil Dent             | 6:7, 7:6, 6:3           |
| 15. | 20. April 1975     | Tokio                         | Teppich (i)   | Stan Smith      | John Alexander Phil Dent             | 6:4, 6:76, 6:2          |
| 16. | 27. April 1975     | Houston                       | Sand          | Stan Smith      | Mike Estep Russell Simpson           | 7:5, 7:65               |
| 17. | 27. Juli 1975      | Washington                    | Sand          | Stan Smith      | Brian Gottfried Raúl Ramírez         | 7:5, 2:6, 6:1           |
| 18. | 18. August 1975    | Columbus (1)                  | Hartplatz     | Stan Smith      | Jürgen Faßbender Hans-Jürgen Pohmann | 6:2, 6:7, 6:3           |
| 19. | 19. Januar 1976    | Indianapolis                  | Teppich (i)   | Stan Smith      | Vitas Gerulaitis Tom Gorman          | 6:2, 6:4                |
| 20. | 7. Februar 1976    | Barcelona                     | Teppich (i)   | Stan Smith      | Wojciech Fibak Karl Meiler           | 6:3, 6:3                |
| 21. | 22. Februar 1976   | Rom                           | Teppich (i)   | Stan Smith      | Dick Crealy Frew McMillan            | 6:75, 6:3, 6:4          |
| 22. | 27. September 1976 | Los Angeles                   | Teppich (i)   | Stan Smith      | Arthur Ashe Charlie Pasarell         | 6:2, 3:6, 6:3           |
| 23. | 20. März 1977      | Washington (1)                | Teppich (i)   | Stan Smith      | Brian Gottfried Raúl Ramírez         | 6:3, 7:5                |
| 24. | 1. Mai 1977        | Las Vegas (1)                 | Hartplatz     | Stan Smith      | Brian Gottfried Raúl Ramírez         | 6:3, 3:6, 6:4           |
| 25. | 14. August 1977    | Columbus (2)                  | Sand          | Stan Smith      | Peter Fleming Gene Mayer             | 4:6, 7:5, 6:2           |
| 26. | 9. Oktober 1977    | Maui                          | Sand          | Stan Smith      | Brian Gottfried Raúl Ramírez         | 7:6, 6:4                |
| 27. | 6. Dezember 1977   | Johannesburg (1)              | Sand          | Stan Smith      | Peter Fleming Raymond Moore          | 6:3, 7:5, 6:7, 7:6      |
| 28. | 12. Februar 1978   | Springfield                   | Teppich (i)   | Stan Smith      | Jan Kodeš Marty Riessen              | 6:3, 6:3                |
| 29. | 19. März 1978      | Washington (2)                | Teppich (i)   | Stan Smith      | Arthur Ashe John McEnroe             | 6:7, 7:5, 6:1           |
| 30. | 10. September 1978 | US Open (3)                   | Hartplatz     | Stan Smith      | Marty Riessen Sherwood Stewart       | 1:6, 7:5, 6:3           |
| 31. | 25. Februar 1979   | Denver                        | Teppich (i)   | Stan Smith      | Wojciech Fibak Tom Okker             | 7:6, 6:3                |
| 32. | 18. März 1979      | Washington (3)                | Teppich (i)   | Stan Smith      | Bob Carmichael Brian Teacher         | 6:4, 7:5, 3:6, 7:6      |
| 33. | 15. Juli 1979      | Newport                       | Rasen         | Stan Smith      | John James Chris Kachel              | 6:4, 7:6                |
| 34. | 12. August 1979    | Columbus (3)                  | Sand          | Brian Gottfried | Tim Gullikson Tom Gullikson          | 4:6, 6:3, 7:6           |
| 35. | 19. August 1979    | Cleveland                     | Hartplatz     | Stan Smith      | Francisco González Fred McNair       | 6:3, 6:4                |
| 36. | 11. November 1979  | Hongkong                      | Hartplatz     | Pat DuPré       | Steve Denton Mark Turpin             | 6:3, 6:4                |
| 37. | 13. April 1980     | Tulsa                         | Hartplatz     | Dick Stockton   | Francisco González Van Winitsky      | 2:6, 7:6, 6:2           |
| 38. | 27. April 1980     | Las Vegas (2)                 | Hartplatz     | Stan Smith      | Wojciech Fibak Gene Mayer            | 6:2, 7:5                |
| 39. | 17. August 1980    | Stowe                         | Hartplatz     | Bernard Mitton  | Ilie Năstase Ferdi Taygan            | 6:4, 6:3                |
| 40. | 7. September 1980  | US Open (4)                   | Hartplatz     | Stan Smith      | Peter Fleming John McEnroe           | 7:6, 3:6, 6:1, 3:6, 6:3 |
| 41. | 26. Oktober 1980   | Wien                          | Hartplatz (i) | Stan Smith      | Heinz Günthardt Pavel Složil         | 6:1, 6:2                |
| 42. | 30. November 1980  | Johannesburg (2)              | Sand          | Stan Smith      | Heinz Günthardt Paul McNamee         | 6:7, 6:3, 6:4           |
| 43. | 19. Dezember 1982  | Hartford                      | Teppich (i)   | Dick Stockton   | Mike Cahill Tracy Delatte            | 7:6, 6:3                |

#### Finalteilnahmen
| Nr. | Datum              | Turnier                         | Belag         | Doppelpartner    | Finalgegner                      | Ergebnis                |
| --- | ------------------ | ------------------------------- | ------------- | ---------------- | -------------------------------- | ----------------------- |
| 1.  | 27. September 1970 | Los Angeles                     | Hartplatz     | Stan Smith       | Tom Okker Marty Riessen          | 6:7, 2:6                |
| 2.  | 2. Mai 1971        | Dallas                          | Teppich (i)   | Charlie Pasarell | Tom Okker Marty Riessen          | 3:6, 4:6                |
| 3.  | 7. November 1971   | Stockholm (1)                   | Hartplatz (i) | Arthur Ashe      | Tom Gorman Stan Smith            | 3:6, 4:6                |
| 4.  | 30. Juli 1972      | Louisville                      | Sand          | Arthur Ashe      | John Alexander Phil Dent         | 4:6, 3:6                |
| 5.  | 6. August 1972     | Boston                          | Hartplatz     | Arthur Ashe      | John Newcombe Tony Roche         | 3:6, 6:1, 6:7           |
| 6.  | 18. November 1972  | Rotterdam (1)                   | Hartplatz     | Arthur Ashe      | Roy Emerson John Newcombe        | 2:6, 3:6                |
| 7.  | 16. Juni 1974      | French Open                     | Sand          | Stan Smith       | Dick Crealy Onny Parun           | 3:6, 2:6, 6:3, 7:5, 1:6 |
| 8.  | 22. Juni 1974      | Nottingham                      | Rasen         | Stan Smith       | Charlie Pasarell Erik van Dillen | 7:9, 3:6                |
| 9.  | 7. Juli 1974       | Wimbledon Championships (1)     | Rasen         | Stan Smith       | John Newcombe Tony Roche         | 6:8, 4:6, 4:6           |
| 10. | 18. August 1974    | Columbus (2)                    | Rasen         | Tom Gorman       | Anand Amritraj Vijay Amritraj    | kampflos                |
| 11. | 2. Mai 1976        | WCT Doubles Finals (Kansas) (1) | Teppich (i)   | Stan Smith       | Wojciech Fibak Karl Meiler       | 3:6, 6:2, 6:3, 3:6, 4:6 |
| 12. | 16. Mai 1976       | Las Vegas                       | Hartplatz     | Stan Smith       | Arthur Ashe Charlie Pasarell     | 4:6, 2:6                |
| 13. | 6. März 1977       | Memphis                         | Teppich (i)   | Stan Smith       | Fred McNair Sherwood Stewart     | 6:4, 6:7, 6:7           |
| 14. | 3. April 1977      | Los Angeles                     | Teppich (i)   | Stan Smith       | Bob Hewitt Frew McMillan         | 3:6, 4:6                |
| 15. | 29. August 1977    | Boston                          | Sand          | Stan Smith       | Bob Hewitt Brian Gottfried       |                         |
| 16. | 8. Januar 1978     | Masters                         | Teppich (i)   | Stan Smith       | Bob Hewitt Frew McMillan         | 5:7, 6:7, 3:6           |
| 17. | 9. April 1978      | Rotterdam (2)                   | Teppich (i)   | Stan Smith       | Fred McNair Raúl Ramírez         | 2:6, 3:6                |
| 18. | 2. Mai 1978        | WCT Doubles Finals (Kansas) (2) | Teppich (i)   | Stan Smith       | Wojciech Fibak Tom Okker         | 7:6, 4:6, 0:6, 3:6      |
| 19. | 1. Oktober 1978    | San Francisco                   | Teppich (i)   | Stan Smith       | Peter Fleming John McEnroe       | 7:5, 4:6, 4:6           |
| 20. | 12. November 1978  | Stockholm (2)                   | Hartplatz (i) | Stan Smith       | Wojciech Fibak Tom Okker         | 3:6, 2:6                |
| 21. | 25. März 1979      | New Orleans                     | Teppich (i)   | Stan Smith       | Peter Fleming John McEnroe       | 1:6, 3:6                |
| 22. | 26. August 1979    | Cincinnati (1)                  | Hartplatz     | Stan Smith       | Brian Gottfried Ilie Năstase     | 6:1, 3:6, 6:7           |
| 23. | 9. September 1979  | US Open                         | Hartplatz     | Stan Smith       | Peter Fleming John McEnroe       | 2:6, 4:6                |
| 24. | 18. November 1979  | Taipeh                          | Teppich (i)   | Pat DuPré        | Mark Edmondson John Marks        | 1:6, 6:3, 4:6           |
| 25. | 6. Juli 1980       | Wimbledon Championships (2)     | Rasen         | Stan Smith       | Peter McNamara Paul McNamee      | 6:7, 3:6, 7:6, 4:6      |
| 26. | 14. September 1980 | Sawgrass Doubles (1)            | Hartplatz     | Stan Smith       | Brian Gottfried Raúl Ramírez     | 6:7, 4:6, 6:2, 6:7      |
| 27. | 9. November 1980   | Stockholm (3)                   | Teppich (i)   | Stan Smith       | Heinz Günthardt Paul McNamee     | 7:6, 3:6, 2:6           |
| 28. | 5. Juli 1981       | Wimbledon Championships (3)     | Rasen         | Stan Smith       | Peter Fleming John McEnroe       | 4:6, 4:6, 4:6           |
| 29. | 16. August 1981    | Stowe                           | Hartplatz     | Brian Gottfried  | Johan Kriek Larry Stefanki       | 6:2, 1:6, 2:6           |
| 30. | 23. August 1981    | Cincinnati (2)                  | Hartplatz     | Stan Smith       | John McEnroe Ferdi Taygan        | 6:7, 3:6                |
| 31. | 20. September 1981 | Sawgrass Doubles (2)            | Sand          | Stan Smith       | Heinz Günthardt Peter McNamara   | 6:7, 6:3, 6:7, 7:5, 4:6 |
| 32. | 15. August 1982    | Carlsbad                        | Sand          | Raúl Ramírez     | Fritz Buehning Johan Kriek       | 6:3, 6:7, 3:6           |